# Yakovlev Yak-12
 (juillet 2012).
Si vous disposez d'ouvrages ou d'articles de référence ou si vous connaissez des sites web de qualité traitant du thème abordé ici, merci de compléter l'article en donnant les références utiles à sa vérifiabilité et en les liant à la section « Notes et références ».
Le Yakovlev Yak-12 (désignation OTAN "Creek") fut un avion léger multirôles utilisé par l'armée de l'air soviétique, l'aviation civile soviétique ainsi que dans plusieurs pays à partir de 1947.

## Histoire
Le Yak-12 fut conçu par le bureau d'études Yakovlev pour répondre à la demande de l'armée de l'air soviétique en 1944 d'un nouvel avion de liaison et d'usages multiples pour remplacer le biplan Polikarpov Po-2. Il s'agissait également remplacer l'avion civil Yakovlev AIR-6 (en) de 1934 construit en petite série. La première proposition de Yalovlev fut un avion de 4 places à voilure basse le Yak-10 (en) (première appellation du Yak-14), construit en 1945. L'armée choisit son projet d'avion à voilure basse le Yak-13 (en), basé sur le même fuselage et un petit nombre de Yak-10 fut produit, propulsé par un Chvetsov M-11M en étoile de 145 ch.
En 1947, l'avion fut modifié, équipé d'un moteur plus puissant, le M-11FR en étoile de 160 ch, une nouvelle voilure et un fuselage redessiné. Le nouvel appareil reçut la désignation Yak-12. 788 unités de la version de base furent produites, incluant les appareils de reconnaissance militaire, les appareils de secours médicaux, les appareils d'épandage agricole (Yak-12SKh) et les hydravions (Yak-12GR). Une spécification du moteur du Yak-12 de base, tout comme celui du Yak-10, fut la distribution effectuée par came individuelle sur chaque cylindre. Cette première version était de fabrication mixte métal/bois.
Une nouvelle génération du Yak-12 entra en production en 1952 avec le Yak-12R. Il était équipé du nouveau Ivchenko AI-14R (en) en étoile de 260 ch dissimulé sous le fuselage, et sa fabrication devint entièrement métallique. Après quelques renforcements de la structure et autres changements mineurs, le Yak-12M fut produit à partir de 1955. Une différence visible était la queue rallongée. Cette version devint universelle et pouvait être équipée de commandes doubles pour l'entraînement, de civière pour les missions de secours ou d'équipements d'épandage.
La dernière génération fut produite à partir de 1957, le Yak-12A. Ce fut une version plus aérodynamique, avec un fuselage plus fin et un capot moteur de plus petit diamètre. La forme rectangulaire des ailes fut redessinée avec des extrémités trapézoïdales et un struts unique au lieu du double. Les équipements de navigation furent améliorés, ainsi que leurs performances. En URSS, 3801 Yak-12 furent produits au total, incluant les différentes versions. Une version biplan fut également conçue, le Yak-12B, mais jamais produite.
Le Yak-12M fut produit sous licence à partir de 1956 par WSK-4 Okecie en Pologne, sous l'appellation Jak-12M. À partir de 1959, le Yak-12A fut produit en Pologne sous le nom Jak-12A. 1 054 Jak-12M et 137 Jak-12A furent produits en Pologne, principalement pour l'exportation vers l'URSS. En 1958, d'autres améliorations furent effectuées sur le Yak-12 en Pologne, alors désigné PZL-101 Gawron.
Le Yak-12 fut aussi produit en Chine sous le nom Shenyang type 5.

## Utilisation
Les premières utilisations du Yak-12 par l'armée de l'air soviétique furent des missions de liaison et de reconnaissance. Ils furent ensuite utilisés dans l'aviation civile pour le transport, l'entraînement des pilotes, l'entraînement des parachutistes et le remorquage de planeurs. Ils furent également utilisés comme avions de secours médicaux ou d'épandage agricole.
À part en URSS, les Yak-12 furent utilisés par la Pologne, la Tchécoslovaquie, la Yougoslavie dans l'aviation militaire et civile, et en Hongrie dans l'aviation civile. Les productions sous licence de Shengyang furent utilisées en Chine et dans d'autres pays.
Dans l'armée de l'air polonaise, les Yak-12 (Jak-12) furent utilisés à partir de 1951 pour des missions de liaison, de patrouille et de multiples usages. La plupart furent démantelés dans les années 1970, les derniers dans les années 1980. Dans l'aviation civile, ils furent utilisés à partir de 1952 et, à une plus grande échelle à partir de 1956, dans les aéroclubs et pour des missions de secours.
Quelques Yak-12 (principalement des Yak-12A) restent utilisés aujourd'hui encore dans l'aviation civile.

## Description
- Fabrication mixte (Yak-12) ou métallique (Yak-12R, M, A)
- 4 places
- Train d'atterrissage fixe avec roue de queue
- Moteur unique 5 cylindres en étoile Shvetsov M-11FR de 140 ch (160 au décollage) sur Yak-12
- Moteur unique 9 cylindres en étoile Ivchenko AI-14R de 220 ch (260 au décollage) sur Yak-12R, M, A
- Deux réservoirs dans les ailes de 225 litres chacun

### Développement lié
- Yakovlev Yak-10 (en)
- Yakovlev Yak-13 (en)
- PZL-101 Gawron (en)

### Aéronefs comparables
- Fieseler Fi 156
- Aero L-60 Brigadýr
- Piper PA-20 Pacer
- Cessna 170